# Lone Star Heavyweight Championship
Il Lone Star Heavyweight Championship, nato come NWA Houston Heavyweight Championship, è stato un titolo di wrestling promosso dalla Lone Star Championship Wrestling, inizialmente affiliata alla National Wrestling Alliance (NWA) e attiva principalmente nel territorio del Texas.
Il titolo fu attivo dal 2011 al 2016, anno di chiusura della federazione.

## Storia
Il titolo fu introdotto come alloro massimo della federazione nel 2011, quando fu assegnato con il nome di NWA Houston Heavyweight Championship a Scot Summers, vincitore di uno spareggio. Dopo pochi mesi la federazione cambiò nome in NWA Lone Star, con il titolo che fu rinominato di conseguenza, e quando la Lone Star terminò l'affiliazione con la National Wrestling Alliance portò con se' il titolo, rinominando semplicemente in Lone Star Heavyweight Championship, perdendo il riconoscimento da parte della NWA.

## Albo d'oro
| Legenda  |                                                                               |
| -------- | ----------------------------------------------------------------------------- |
| #        | Indica il numero del regno titolato                                           |
| Regno    | Viene indicato il numero del regno del campione                               |
| Data     | La data in cui il titolo è stato vinto                                        |
| Località | Indica il luogo in cui il titolo è stato vinto                                |
| Note     | Indica notizie particolari riguardanti i cambi di titolo o altre informazioni |

| #  | Campione       | Regno | Data              | Giorni | Località       | Evento              | Note | Fonti  |
| -- | -------------- | ----- | ----------------- | ------ | -------------- | ------------------- | --- | ------ |
| 1  | Scot Summers   | 1     | 8 aprile 2011     | 154    | Cypress, Texas | April's Fools       | Sumers, ultimo detentore del WOW Heavyweight Championship, vinse uno spareggio per diventare il campione inaugurale del neonato NWA Houston Heavyweight Championship. Durante questo regno il titolo fu rinominato in NWA Lone Star Heavyweight Championship. | [ 2 ]  |
| 2  | Jaykus Plisken | 1     | 9 settembre 2011  | 63     | Cypress, Texas | Let's Roll          | Detentore del NWA Lone Star Outlaw Championship, vinse un match di unificazione con entrambi i titoli in palio. | [ 3 ]  |
| —  | Vacante        | —     | 11 novembre 2011  | —      | —              | —                   | Il titolo fu reso vacante per mancata difesa. |        |
| 3  | Jasper Davis   | 1     | 11 novembre 2011  | 28     | Cypress, Texas | Breaking Point      | In uno spareggio contro Ken Carson per riassegnare il titolo vacante. | [ 4 ]  |
| 4  | Ken Carson     | 1     | 9 dicembre 2011   | 35     | Cypress, Texas | Christmas Carnage   | | [ 5 ]  |
| 5  | Jasper Davis   | 2     | 13 gennaio 2012   | 91     | Cypress, Texas | Next Level          | | [ 6 ]  |
| 6  | Mike Dell      | 1     | 13 aprile 2012    | 154    | Cypress, Texas | Shut Up & Wrestle   | | [ 7 ]  |
| 7  | Ryan Genesis   | 1     | 14 settembre 2012 | 91     | Cypress, Texas | Let's Roll          | | [ 8 ]  |
| 8  | Jax Dane       | 1     | 14 dicembre 2012  | 217    | Cypress, Texas | Christmas Carnage   | In un 4-way a cui partecipavano anche Ray Rowe e Scot Sumers, detentore del NWA Texas Heavyweight Championship, in cui erano in palio i due titoli, che furono unificati.                                                                                     | [ 9 ]  |
| 9  | Byron Wilcott  | 1     | 19 luglio 2013    | 253    | Cypress, Texas | Explosion           | In un 3-way a cui partecipava anche James Claxton | [ 10 ] |
| 10 | Scot Summers   | 2     | 29 marzo 2014     | 126    | Cypress, Texas | Summers vs. Wilcott | | [ 11 ] |
| 11 | Steve Anthony  | 1     | 2 agosto 2014     | 84     | Cypress, Texas | House show          | |        |
| 12 | Ken Carson     | 2     | 25 ottobre 2014   | 217    | Cypress, Texas | House show          | Durante questo regno la federazione terminò l'affiliazione con la National Wrestling Alliance e il titolo fu rinominato in Lone Star Heavyweight Championship.                                                                                                |        |
| 13 | John Saxon     | 1     | 30 maggio 2015    | 119    | Cypress, Texas | House show          | |        |
| 14 | Scot Summers   | 3     | 26 settembre 2015 | --     | Cypress, Texas | House show          | |        |
| —  | Disattivato    | —     | gennaio 2016      | —      | —              | —                   | Il titolo fu disattivato con la chiusura della federazione. |        |